# Luquan (Shijiazhuang)

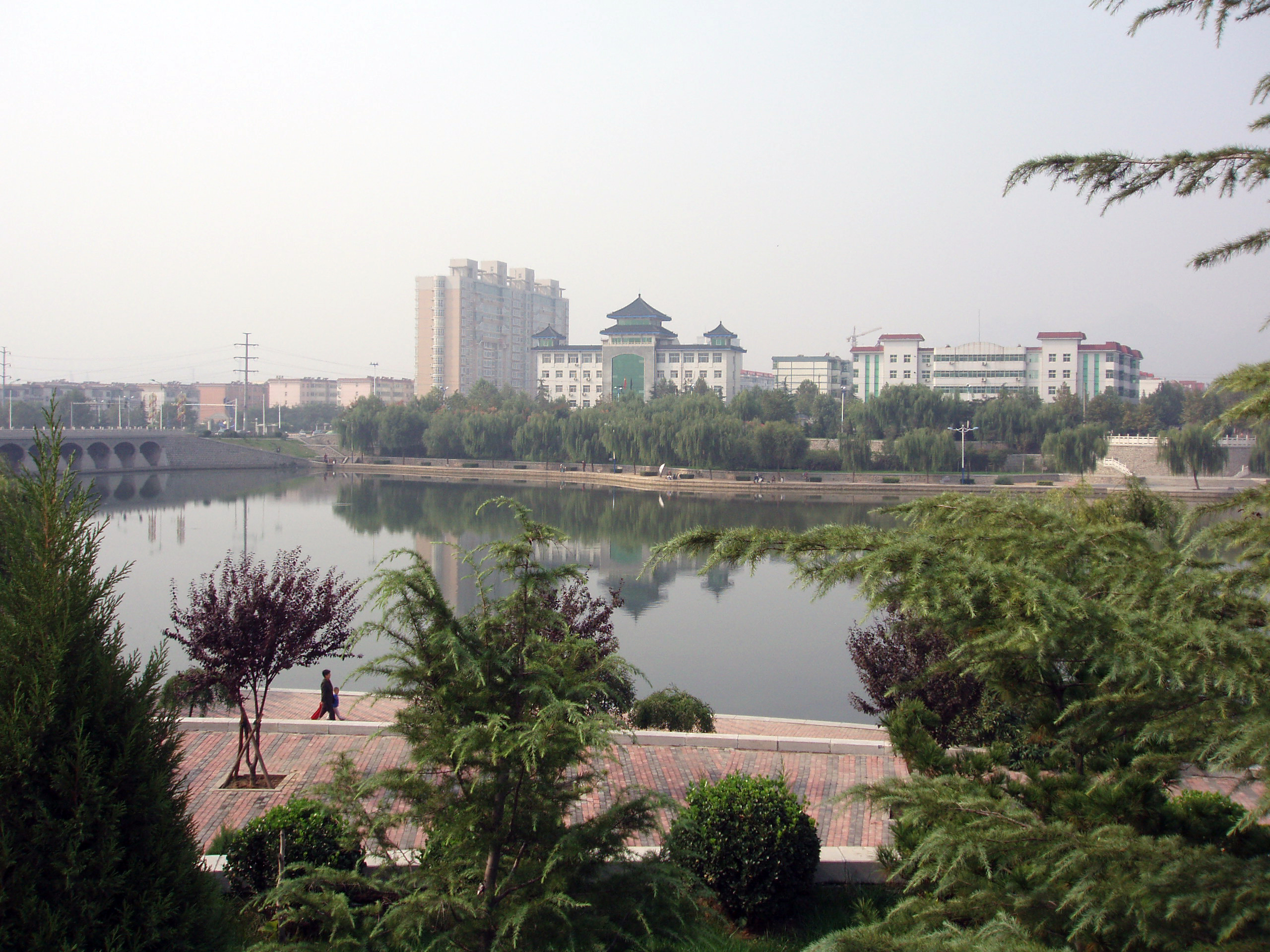
Blick auf Luquan

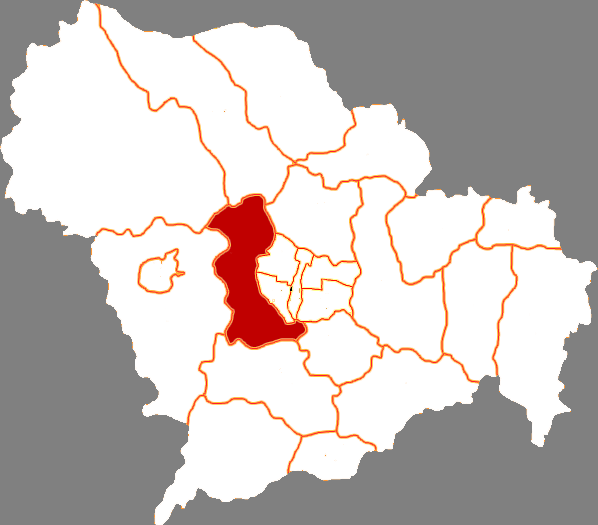
Lage von Luquan innerhalb von Shijiazhuang

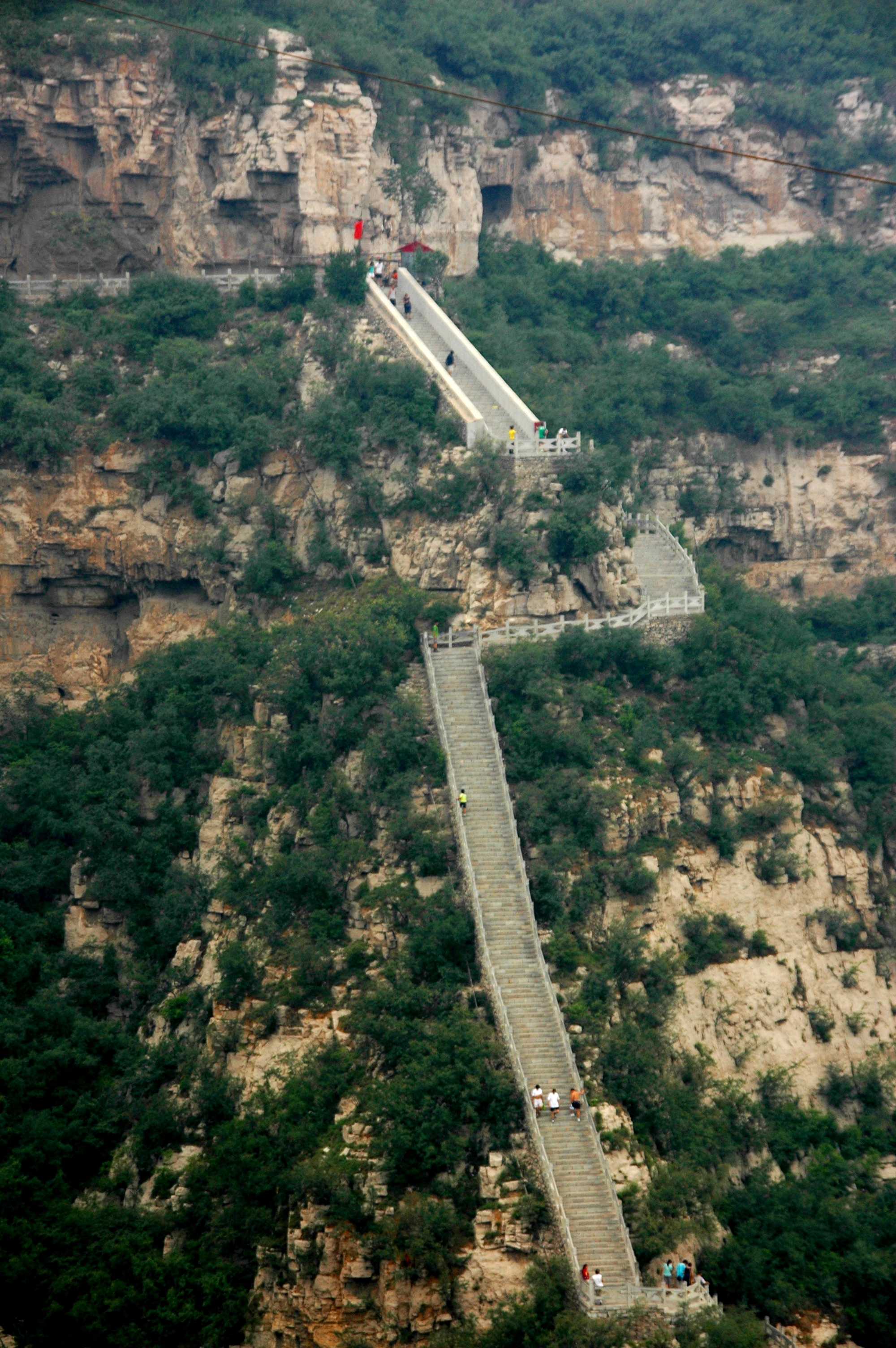
Im Naturschutzgebiet Baoduzhai

Luquan (chinesisch 鹿泉区, Pinyin Lùquán Qū) ist ein Stadtbezirk der bezirksfreien Stadt Shijiazhuang, der Hauptstadt der Provinz Hebei der Volksrepublik China. Er hat eine Fläche von 603,1 km² und zählte Ende 2012 400.000 Einwohner. Er grenzt im Osten an Zhengding und Luancheng, im Norden an Lingshou und Pingshan, im Westen an Jingxing und im Süden an Yuanshi.
Zu den Attraktionen für Besucher gehören das Naturschutzgebiet Baoduzhai, der Longfeng-See, Longquan-Tempel, der Berg Fenglong Shan, die Shuyuan-Akademie, der daoistische Shifang Yuan und der Tumen Guan.
Luquan liegt an den Ostausläufern des Gebirges Taihangshan. Das Relief fällt von Westen nach Osten ab, wobei der Westen hügelig ist und der Osten eben. Die durchschnittliche Höhe über dem Meeresspiegel liegt bei 220 Metern. Das Territorium wird zu jeweils etwa einem Drittel von Bergen, Hügeln und Ebene eingenommen. Zu den wichtigsten Bergzügen in Luquan gehören der Guayun Shan, Jiuli Shan, Lianhua Shan, Baoduzhai, Longchi Shan und Fenglong Shan. Die wichtigsten Gewässer sind der Shijin-Kanal, die Flüsse Guyun He, Taiping He, Jin He und Xiao He sowie der Yingang-Kanal, Yuanquan-Kanal und der Jisan-Kanal.

## Administrative Gliederung
Auf Gemeindeebene setzt sie sich aus neun Großgemeinden und drei Gemeinden zusammen. Diese sind:
- Großgemeinde Huolu (获鹿镇);
- Großgemeinde Tongye (铜冶镇);
- Großgemeinde Sijiazhuang (寺家庄镇);
- Großgemeinde Shangzhuang (上庄镇);
- Großgemeinde Licun (李村镇);
- Großgemeinde Yi’an (宜安镇);
- Großgemeinde Huangbizhuang (黄壁庄镇)
- Großgemeinde Dahe (大河镇);
- Großgemeinde Shanyincun (山尹村镇);
- Gemeinde Shijing (石井乡);
- Gemeinde Bailuquan (白鹿泉乡);
- Gemeinde Shangzhai (上寨乡).

Der Regierungssitz befindet sich in der Großgemeinde Huolu (获鹿镇).